# Cordelia (satélite)
Cordelia es el satélite natural más cercano de Urano. Recibe su nombre de Cordelia, la hija menor de Lear en la obra El Rey Lear de William Shakespeare.
Fue descubierto por Richard J. Terrile a partir de las imágenes tomadas por la Voyager 2 el 21 de enero de 1986, y recibió la designación temporal S/1986 U 7, también se designa Urano VI.
No se volvió a detectar hasta que el telescopio espacial Hubble lo observó nuevamente en 1997.
Cordelia actúa como el satélite pastor interior del anillo ε de Urano. El satélite pastor exterior de dicho anillo es Ofelia.
La órbita de Cordelia está dentro del radio de la órbita síncrona de Urano y, por lo tanto, está decayendo lentamente debido a la desaceleración de mareas.
Cordelia está muy cerca de una resonancia orbital 5:3 con Rosalinda.